# Ndongo
Het koninkrijk Ndongo (ca. 1515 tot ca. 1628) was een koninkrijk in Afrika, gelegen in het huidige Angola, direct ten zuiden van het koninkrijk Kongo. De koningen van Ndongo werden Ngola genoemd en regeerden vanuit de hoofdstad Kabasa. De eerste koning van Ndongo, Ngola Kiluanje, was volgens de mondelinge overlevering afkomstig uit Kongo. De bevolking van Ndongo hoorde echter niet tot het Bakongo-volk, maar het Mbundu-volk.
De voertaal in Ndongo was het Kimbundu.

## Ondergang van het koninkrijk Ndongo
In het begin van de zestiende eeuw onderhield Ndongo vriendelijke betrekkingen met de Portugese ontdekkingsreizigers, welke in deze periode contact zochten met de verschillende koninkrijken in het huidige Angola. De stichting van een Portugese kolonie rond de stad Luanda werd echter na nog geen tien jaar gevolgd door een Portugese invasie in Kongo en Ndongo. In 1590 werden de Portugezen echter verslagen. In 1599 werd de grens tussen Ndongo en Portugees Angola definitief vastgelegd. De Portugezen bleven echter proberen hun kolonie uit te breiden ten koste van Ndongo en in 1624 volgde een nieuwe invasie, welke leidde tot de vlucht van koningin Nzinga Mbande in 1628. Na deze invasie bleef een deel van Ndonga bestaan als Portugese vazalstaat, terwijl koningin Nzinga het koninkrijk Matamba veroverde, waarvandaan zij een deel van haar oude koninkrijk wist te heroveren. Tijdens de Nederlandse invasie in Angola (1641-1648) wist koningin Nzinga haar oude koninkrijk kortstondig te heroveren, mede dankzij haar bondgenootschap met de Nederlanders. Na de Portugese herovering van Angola moest zij zich echter definitief terugtrekken naar Matamba.
Koninkrijk Kongo ·
Koninkrijk Kakongo ·
Koninkrijk Soyo ·
Koninkrijk Loango ·
Sultanaat Utetera · 
Koninkrijk Yeke · 
Koninkrijk Boma · 
Mwene Muji · 
Lunda-rijk · 
Koninkrijk Kuba ·
Luba-rijk ·
Koninkrijk Kanyok ·
Koninkrijk Kalundwe ·
Koninkrijk Chokwe ·
Koninkrijk Teke ·
Koninkrijk Lele ·
Koninkrijk Suku ·
Koninkrijk Yaka ·
Koninkrijk Azende ·
Koninkrijk Mbunda ·
Koninkrijk Ngoyo ·
Koninkrijk Mbuun ·
Koninkrijk Bozanga ·
Koninkrijk Pende ·
Ngbandi staten ·
Nsapo-staten ·
Mongo-staten ·
Koninkrijk Vungu ·
Koninkrijk Ndongo ·
Geconfedereerde Staten van Mpemba ·
Zeven koninkrijken van Kongo dia Nlaza ·
Koninkrijk Mpemba Kasi ·
Koninkrijk Vunda ·
Koninkrijk Mbata ·
Koninkrijk Mpangala ·
Koninkrijk Nsundi ·
Koninkrijk Mpangu ·
Koninkrijk Kundi ·
Koninkrijk Okanga ·
Koninkrijk Matamba ·
Koninkrijk Kasanje ·
Stamstaat Mbwila